# 빌 스카르스고르드
빌 이스트반 귄테르 스카르스고르드(스웨덴어: Bill Istvan Günther Skarsgård, 1990년 8월 9일 ~ )는 스웨덴의 배우이다. 스티븐 킹 원작의 영화 그것의 페니와이즈 역으로 잘 알려져 있다.

## 출연 작품
- 퍼펙트 스틸 - 데인 역
- 나인 데이즈
- 체리
- 악마는 사라지지 않는다 - 윌라드 러셀 역
- 빌런스 - 믹키 역
- 아토믹 블론드 - 머켈 역
- 그것 - 페니와이즈 역
- 겨울왕국의 무민 - 무민 역 (목소리)
- 배틀크릭 - 헨리 역
- 어쌔시네이션 네이션
- 그것: 두 번째 이야기 - 페니와이즈 역
- 다이버전트 시리즈: 얼리전트 - 매튜 역
- 헴록 그로브(시즌1,2,3) - 로먼 고드프리 역
- 심플 사이먼 - 사이먼 역
- 데드풀2
- 라이프 오브 시몬 - 사이먼 라슨 역
- 빅토리아 - 오토 역
- 아른: 더 킹덤 앳 로즈 엔드 - 에릭 역
- 비하인드 블루 스카이즈 - 마틴 역
- 밤새기 - 빅터 역
- 안나 카레니나 - 맥호틴 역
- 소중한 유산 - 리차드 페르손 역
- 캐슬록
- 이터널스 - 크로 역
- 존 윅 4 - 빈센트 그라몽 후작 역
- 더 크로우 - 에릭 드레이븐 / 크로우 역
- 노스페라투 - 오를로크 백작 역